# 哈德格森
哈德格森（德語：Hardegsen，發音：[ˈhaːɐ̯ˌdɛksn̩] ⓘ）是德国下萨克森州诺特海姆县的城市，面积84.03平方千米，2023年12月31日人口为7,644人。